# Філіп Джонсон (тенісист)
Філіп Джонсон (англ. Philip Johnson; нар. 11 вересня 1964) — колишній американський тенісист.
Найвищу одиночну позицію світового рейтингу — 135 місце досяг 2 жовтня, 1989 року.
Найвищим досягненням на турнірах Великого шолома було 3 коло в одиночному розряді.

## Титули на челленджерах

### Одиночний розряд: (2)
| Рік  | Турнір           | Покриття | Суперник        | Рахунок        |
| ---- | ---------------- | -------- | --------------- | -------------- |
| 1987 | Блумфонтейн, ПАР | Тверде   | Майк Бауер      | 6–2, 6–4       |
| 1987 | Дурбан, ПАР      | Тверде   | Томер Ціммерман | 6–2, 2–0 (RET) |